# Falco
 Ovo je glavno značenje pojma Falco. Za druga značenja pogledajte Falco (razdvojba).
Falco je naziv za rod sokolova iz tribusa Falconini, dio potporodice Falconinae. Rod broji 37 vrsta široko rasprostranjenih u Europi, Aziji, Africi, Oceaniji i Sjevernoj Americi.
Zajedničke odlike odraslih sokolova su tanka šiljasta krila koja im omogućuju let velikih brzina i brze promjene smjera. Mladi sokolovi u prvoj godini letenja imaju dulja krilna pera, što njihovu konfiguraciju čini više za opće namjene kao što je jedrenje. To ga čini lakšim za letenje i za učenje iznimnih vještina potrebnih da budu uspješni lovci kao odrasli.
Kao što je slučaj s mnogim pticama grabljivicama, sokolovi imaju izniman vid i oštrinu, koja je izmjerena kao 2,6 puta bolja od normalnog čovjekovog vida.

## Vrste
Vrste roda Falco su:
- Falco alopex - Crvena vjetruša
- Falco amurensis - Amurski sokol
- Falco araea - Sejšelska vjetruša
- Falco ardosiaceus - Siva vjetruša
- Falco berigora - Smeđi sokol
- Falco biarmicus - Krški sokol
- Falco cenchroides - Australijska vjetruša
- Falco cherrug - Stepski sokol
- Falco chicquera - Turumti
- Falco columbarius - Mali sokol (Soko kraguljčić)
- Falco concolor - Garavi sokol
- Falco cuvierii - Afrički sokol
- Falco deiroleucus - Narančasti sokol
- Falco dickinsoni - Dickinsonova vjetruša
- Falco duboisi - Reunionska vjetruša (izumrla vrsta od oko 1700.)
- Falco eleonorae - Mrki sokol
- Falco fasciinucha - Taita sokol
- Falco femoralis - Južnomeksički sokol
- Falco hypoleucos - Srebrni sokol
- Falco jugger - Indijski sokol
- Falco longipennis - Australski sokol
- Falco mexicanus - Meksički sokol
- Falco moluccensis - Molučka vjetruša
- Falco naumanni - Bjelonokta vjetruša
- Falco newtoni - Madagaskarska vjetruša
- Falco novaeseelandiae - Novozonlandski sokol
- Falco peregrinus - Sivi sokol je brzinom do oko 320 km/h najbrža životinja na svijetu[2]
- Falco punctatus - Mauricijuska vjetruša
- Falco rufigularis - Noćni sokol
- Falco rupicoloides - Stepska vjetruša
- Falco rusticolus - Arktički sokol (Veliki sokol) je najveća vrsta sokolova
- Falco severus - Orijentalni sokol
- Falco sparverius - Američka vjetruša
- Falco subbuteo - Sokol lastavičar
- Falco subniger - Crni sokol
- Falco tinnunculus - Obična vjetruša (Vjetruša kliktavka)
- Falco vespertinus - Crvenonoga vjetruša (Crnonoga vjetruša ili Vjetruša kopčić)
- Falco zoniventris - Prugasta vjetruša